# Pl@ntNet
Pl@ntNet est un projet informatique d'identification des plantes à partir de photographies par apprentissage automatique. C'est une plateforme collaborative et de sciences participatives.

## Développement de l'application
Ce projet lancé en 2009 est l'œuvre de scientifiques (informaticiens et botanistes) d’un consortium regroupant des instituts de recherche français (Institut de recherche pour le développement (IRD), Centre de coopération internationale en recherche agronomique pour le développement (CIRAD), Institut national de la recherche agronomique (INRA, devenu l'Institut national de recherche pour l'agriculture, l'alimentation et l'environnement, ou INRAE), l'Institut national de recherche en informatique et en automatique (INRIA) et le réseau Tela Botanica, avec le concours de la fondation Agropolis Fondation (en)). Il est initialement prévu pour inventorier la biodiversité grâce à la reconnaissance d'images.
Le développement aboutit en 2011 à une version sur site Web et en 2013 à une application pour smartphones (destinées aux botanistes), qui permettent d’identifier des milliers d’espèces de plantes à partir de photos prises par l'utilisateur. L'identification est automatisée avec des outils informatiques — dont l'intelligence artificielle et le deep learning (à partir de 2015 pour cette dernière) — et les espèces identifiées sont recensées,. Lorsqu'une image est soumise au logiciel, celui-ci va proposer une identification probable ainsi que des espèces qui ressemblent à la plante soumise, l'utilisateur choisit ensuite parmi ces propositions celle qui lui semble le mieux convenir ; l'outil apprend également de ces éléments. En 2015, le programme gouvernemental d’investissements d'avenir permet un financement du projet sur quatre ans à travers « Floris'Tic » et une partie éducative s'ajoute au projet ; l'application est alors ouverte au grand public. Afin d'affiner les modes de validation des données par les utilisateurs (par un système de votes) et de réutilisation par l'algorithme informatique, l'équipe de projet crée aussi un jeu sérieux (serious game) nommé « ThePlantGame ».
L'application est disponible dans 27 langues en février 2021. En 2019, l'application comptabilise plus de dix millions de téléchargements dans plus de 180 pays. Entre 2013 et 2020, l'application a été téléchargée 20 millions de fois. Au printemps 2020, le nombre journalier d'utilisateurs de l'application est d'environ 500 000, tandis que les espèces végétales pour lesquelles existent des données dans l'application sont au nombre de 27 909. Utilisable par des professionnels de la gestion et de la conservation des plantes aussi bien que par le grand public, cet outil permet aussi aux utilisateurs d'être acteurs des sciences participatives.
En 2018, une étude scientifique dans le domaine de l'écologie est la première à se servir des données collectées par Pl@ntNet.
En 2019, le projet devient un consortium InriaSoft. 2020 voit les données recueillies par Pl@ntNet rejoindre celles du Global Biodiversity Information Facility (GBIF, en français « Système mondial d'informations sur la biodiversité ») et, en parallèle, Pl@ntNet reçoit le Prix de l’innovation Inria – Académie des sciences – Dassault Systèmes. L'équipe continue à mener des recherches et à faire progresser l'outil, par exemple en travaillant sur les biais d'échantillonnage des données car « [les données] sont récoltées par des utilisateurs qui sont majoritairement des urbains... donc nous avons une surreprésentation de certaines espèces dans ce milieu », selon le chercheur Alexis Joly, qui contribue au projet. Une autre évolution envisagée est le fait d'essayer de prévoir où pousse un végétal en utilisant les données collectées sur ses préférences environnementales et l'outil d'apprentissage profond de Pl@ntNet.

## Rôles de Pl@ntNet
Cet outil permet la reconnaissance de plantes à partir d'images et la collecte de données sur ces végétaux et leurs localisations, mais il peut aussi avoir des utilisations éducatives (sensibilisation, enseignement), agroécologiques, de repérage de plantes invasives, etc.

## Données
Depuis 2020, des données de Pl@ntnet sont intégrées à la base de données internationale du Global Biodiversity Information Facility (GBIF, en français « Système mondial d'informations sur la biodiversité »), dont Pl@ntnet est un important fournisseur de données sur les végétaux. Les données sont utilisées dans de nombreuses études.  

## Projets
Pl@ntNet compte, en 2019, 22 projets :
- 16 projets géographiques :
  - Afrique du Nord (3 030 espèces),
  - Afrique tropicale (1 405 espèces),
  - Amazonie (1 249 espèces),
  - Andes tropicales (559 espèces).
  - Antilles (1 317 espèces),
  - Canada (2 799 espèces),
  - États-Unis (7 856 espèces),
  - Europe de l'Ouest (6 685 espèces),
  - Archipel des Comores (619 espèces).
  - Hawaï (607 espèces),
  - Martinique (1 236 espèces),
  - Île Maurice (1 155 espèces),
  - Méditerranée orientale (1 118 espèces),
  - Nouvelle-Calédonie (619 espèces),
  - Polynésie française (955 espèces),
  - La Réunion (1 542 espèces),
- 3 projets thématiques sur les plantes ornementales et cultivées :
  - plantes utiles (2 854 espèces),
  - plantes utiles d'Afrique tropicale (491 espèces),
  - plantes utiles d'Asie (792 espèces),
- 3 microprojets :
  - les écologistes de l'Euzière (246 espèces),
  - arbres d'Afrique du Sud (290 espèces),
  - Provence (2 109 espèces).

## Distinctions
- 2020 : Prix de l’innovation Inria - Académie des sciences - Dassault Systèmes[10].